# رغد صدام حسين
رغد صدام حسين (2 سبتمبر 1968 -)، ابنة الرئيس العراقي السابق صدام حسين. وأرملة حسين كامل رئيس هيئة التصنيع العسكري في عهد والدها. مقيمة في المملكة الأردنية الهاشمية منذ عام 2003، وقد كانت تتابع فريق الدفاع عن والدها في أثناء محاكمته.

## حياتها
ولدت في بغداد عام 1967 وهي الابنة الأولى والكبرى لوالديها الرئيس صدام حسين والسيدة ساجدة خير الله طلفاح، يأتي تسلسلها الثالث بين إخوانها وأخواتها فهي بعد الابنين عدي وقصي، وقبل رنا وحلا. بعد أقل من عام على مولدها حدث انقلاب 17 تموز 1968 فأصبح والدها نائبَ رئيس مجلس قيادة الثورة الذي كان يرأسه آنذاك أحمد حسن البكر. وفي عام 1979 أصبح والدها رئيس جمهورية العراق عندما كانت في الثانية عشرة من عمرها. حصلت على درجة البكالوريوس في الترجمة الإنجليزية، وعُيّنتْ معاونةً لمديرة مدرسة الشبيبية التي أُنشئت خاصة لأقارب صدام حسين من الدرجة الأولى والثانية.

## حياتها الأسرية

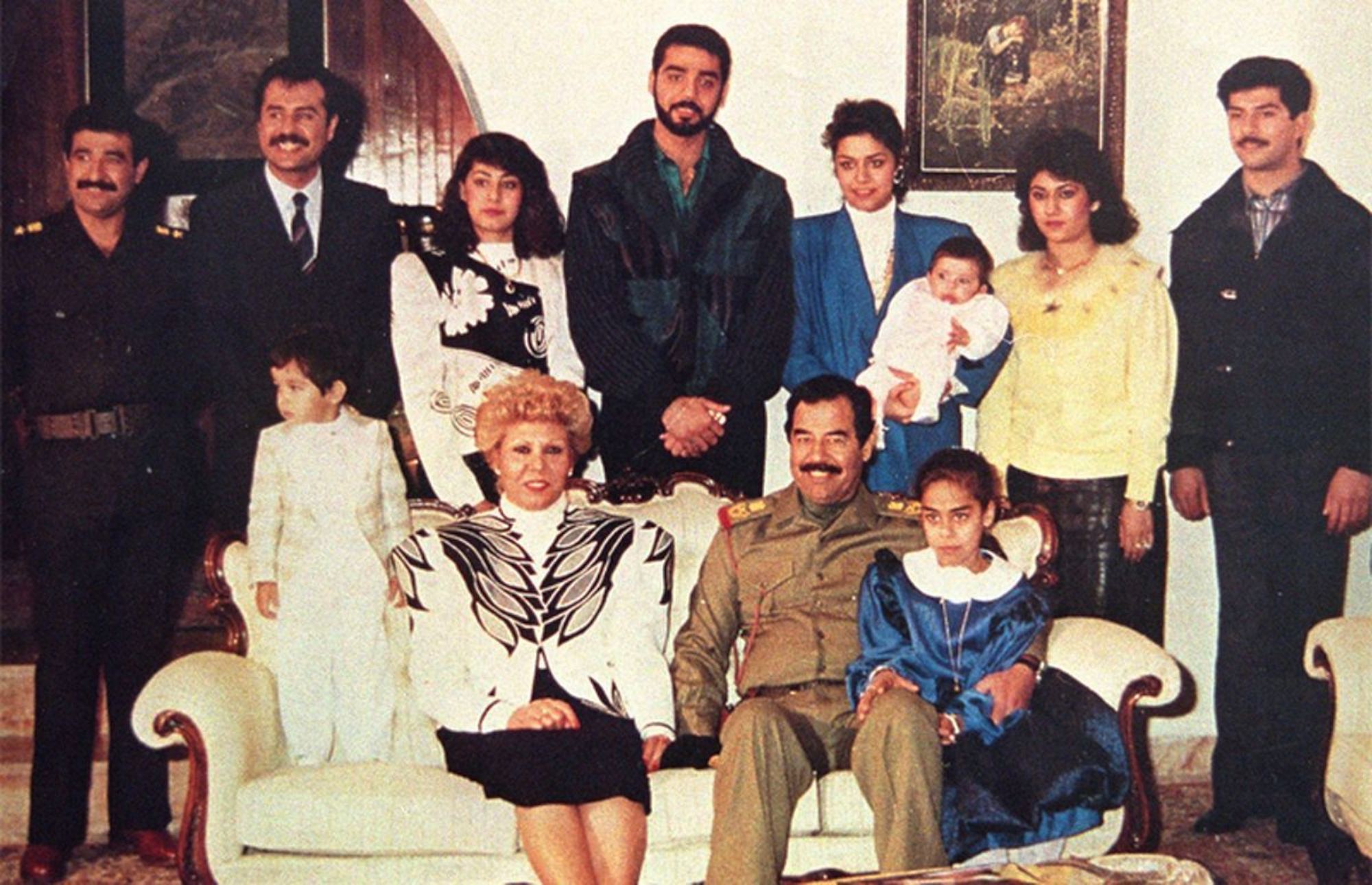
صورة عائلية لعائلة صدام حسين في منتصف ثمانينات القرن العشرين. تظهر رغد وهي تحمل طفل وتلبس اللون الأزرق

تزوجت في سن الخامسة عشرة في مارس 1983 من ابن ابن عم والدها حسين كامل رئيس هيئة التصنيع العسكري الذي حاول الانشقاق وهرب إلى الأردن في أغسطس عام 1995، وبعدها عاد للعراق بعد عفو من الرئيس صدام حسين تمت تصفيته من قبل عائلته عام 1996م. أنجبت منه خمسة أبناء هم علي وحرير ووهج وصدام وبنان.

## مغادرتها العراق واللجوء إلى الأردن
آخر مرة التقت والدها كانت في منزله قبل أيام قليلة من الغزو الأمريكي، حيث جمع كل أفراد أسرته وطلب منهم أن يتحلوا بالقوة وأن يتوقعوا أن تقصف بيوتهم ومع بدء الحرب والقصف وسقوط بغداد في أبريل 2003 تم تسريب خبر بأن ابنتا صدام رغد ورنا موجودتان مع أطفالهما في الموصل، خوف منهما على المستضيفين وأطفالهما غادروا سيراً على الأقدام على الساتر الترابي الحدودي الفاصل بين العراق وسوريا، ومكثوا بضعة أيام
ثم انتقلوا إلى المملكة الأردنية الهاشمية مع لتستقر في العاصمة الأردنية عمان بضيافة من العائلة الهاشمية المالكة مشيرة إلى أنه ومنحهم جوازات عربية لعدم استطاعتهم الحصول على الجواز العراقي، إضافة إلى راتب شهري، ومنزل للسكن.

## نشاطها السياسي
لم تخض المعترك السياسي وظلت بعيدة عنه وتعدّ الوحيدة من عائلة الرئيس السابق صدام حسين التي تدخلت سياسياً بعد الغزو الأمريكي للعراق إثر اعتقال والدها، متأثرة كثيراً بشخصية صدام حسين وكانت تصلها رسائله من معتقله.
تابعت تفاصيل محاكمة والدها والتعامل مع هيئة الدفاع والالتقاء بهم، واستطاعت أن تفرض نفسها كوريث رسمي لصدام حسين وعائلته وإن كان بالمعنى الإنساني للوراثة·
استنكرت الصور التي عرضها الأميركيون لوالدها أثناء القبض عليه، وقالت إنها مفبركة وإنهم قد أعطوه مخدراً ليظهر بتلك الصورة فتهتز مكانته في قلوب العراقيين ويضعف عضد المقاومة، وطالبت بمحاكمة دولية عادلة لوالدها خارج العراق، باعتبار أن من يحاكمونه هم خصوم له، وأن المحاكمة في بغداد لا تتوفر فيها ضوابط العدالة وشروطها بعد إعدام والدها طالبت السلطاتِ العراقية بتسلمها جثته لكي تدفنها في اليمن خوفاً عليها منهم، ريثما يتحرر العراق من الاحتلال الأميركي فتعيده مرة أخرى إلى مسقط رأسه، لكن السلطات رفضت.
آخر ظهور لها في مجمع النقابات المهنية في عمان خلال مظاهرة شعبية لتأبين صدام حسين عشية تنفيذ حكم الإعدام.
حيث كانت ترتدي ثياب الحداد وتضع نظارة سوداء إلى مكان التجمع من أجل تقديم الشكر للحاضرين من ممثلي النقابات المهنية ومحامي فريق الدفاع عن صدام وعراقيين مقيمين في عمان.

### مطالبة الحكومة العراقية والشرطة الدولية بتسليمها
هاجمت حكومة نوري المالكي ووصفتها بالطائفية، فعاتبها الأردن على تلك التصريحات مدعياً أنها تخالف شروط اللجوء السياسي، وأعلن مستشار الأمن القومي العراقي موفق الربيعي في يوليو/تموز 2006 أن الحكومة تطالب بتسليم رغد وأمها لمحاكمتهما بتهمة «ارتكاب جرائم ضد الإنسانية، والإرهاب» و«التحريض على العنف».
وفي أغسطس 2007 أصدرت الشرطة الدولية مذكرة تحرٍّ بحقها، وطالبت أجهزة الشرطة في العالم بالتعاون في ملاحقتها، لكن المحامي عصام الغزاوي (أحد أعضاء فريق الدفاع عن صدام حسين) معلقاً على مذكرة الإنتربول 

التزمت كلياً بشروط الضيافة الأردنية في عدم الرد على كل الأقاويل والخوض في السياسة، وهو ما استندت إليه الحكومة الأردنية في ردها على الطلب العراقي بتقديم رغد صدام باعتبارها مطلوبة أمنياً، عندما قال رئيس الوزراء الأردني معروف البخيت:

### اتهامها بدعم المجموعات المسلحة
نفت اتهامات الحكومة العراقية لها بدعم المجموعات الإرهابية، قائلة: